# Delfínies
|  | Per a altres significats, vegeu «Delfínia (desambiguació)». |

Les Delfínies (en grec antic: δελφίνια) eren unes festes que se celebraven a diverses ciutats de l'antiga Grècia en honor de l'Apol·lo Delfini. Se celebraven al començament del mes de Muniquió (abril), sobretot a les costes de la Jònia, on Apol·lo era considerat el seu déu patri. En aquesta època començava de nou la navegació després de les tempestes d'hivern.
El nom de la festa derivava de la creença que, a començaments del mes de Muniquió, Apol·lo va arribar del Parnàs a Delfos i va començar una batalla amb Delfínia, assumint així el paper d'un déu iracund. Es va creure que era necessari calmar-lo i es va establir aquesta festa a Atenes i a altres llocs on tenia culte. A Atenes, la cerimònia s'iniciava quan set nens i set nenes sortien en processó portant branques suplicatòries guarnides amb llana blanca (anomenades ἱκετηρία, 'súplica') fins al seu temple, anomenat Delfínion. Se sap que també se celebraven concursos. A Egina, segons Píndar, també se celebraven unes Delfínies de característiques similars. Es desconeixen quines celebracions i quin contingut tenien les Delfínies a altres ciutats.
Segons Plutarc, Teseu, abans d'anar a Creta a matar el Minotaure, va parar al Delfínion i va dipositar, en nom seu i el dels seus companys, una ofrena a Apol·lo, que consistia en una branca d'olivera sagrada lligada amb llana blanca. Després, va resar al déu i va salpar. La processó de les de donzelles per propiciar el déu durant les Delfínies commemoraria aquest episodi de la vida de Teseu.